# Château de la Pommerie
Le château de la Pommerie est un château français situé sur la commune de Cendrieux, dans le département de la Dordogne. 
Un musée consacré à Napoléon Ier y est ouvert. Le château, de même que de très nombreux objets rassemblés dans le musée, font l'objet de protections au titre des monuments historiques.

## Historique
Le château de la Pommerie appartient au comte Baudouin-Napoléon de Witt, un descendant de Jérôme Bonaparte (le roi Jérôme), un des frères cadets de Napoléon Bonaparte.
Le roi Jérôme eut plusieurs enfants dont la princesse Mathilde qui fut une figure éminente du Second Empire, et le prince Jérôme Napoléon, dit « Plon-Plon », qui fut souvent en désaccord avec le parti bonapartiste, au point que le fils unique de Napoléon III, Eugène-Louis dit le Prince impérial — qui mourra célibataire — préféra confier, par son testament daté du 26 février 1879, la défense de la cause bonapartiste à son cousin, le prince Victor. La querelle dynastique ne prit fin qu'à la mort de « Plon-Plon », et ruina le crédit politique de ses partisans divisés.
Victor Napoléon, fils de Jérôme, devint l'héritier présomptif du trône après la mort de son cousin le Prince impérial, tué le 1er juin 1879 sous l'uniforme anglais lors d'une bataille contre les Zoulous en Afrique australe.
Le prince Victor dut s'exiler en Belgique quand, à la suite de ce qu'il avait perçu comme une provocation politique de la part des princes d'Orléans, le gouvernement républicain fit voter le 22 juin 1886 la loi d'exil, interdisant aux prétendants au trône et fils aînés des chefs des familles royale et impériale ayant régné sur la France de vivre en France, qui fut abrogée par une loi du 24 juin 1950.
En 1910 il y épousa Clémentine, princesse de Belgique, fille du roi Léopold II, malgré le veto mis par le roi à ce mariage.
Laetitia de Witt, docteur en Histoire et petite-fille du comte Serge de Witt, a publié en 2007 chez Fayard une biographie de son ancêtre, le prince Victor Napoléon.

## Protection
Le château fait l'objet d'une inscription au titre des monuments historiques depuis le 15 mars 2002.

## Musée Napoléon
Le « Musée Napoléon », installé dans le château, expose un grand nombre de souvenirs du Premier et du Second Empire qui se trouvaient dans la résidence du prince Victor Napoléon, avenue Louise à Bruxelles (Belgique). 
Nombre d'entre eux sont classés au titre des monuments historiques.

### Le patrimoine mobilier des derniers monarques français
Selon Olivier Gabet, l'ex-impératrice Eugénie, qui survécut près d'un demi-siècle à son époux déchu et à son fils unique, exilés ensemble en 1870 en Grande-Bretagne, voulait constituer en majorat autour du titre de « prince Napoléon », chef de la Maison impériale, son important patrimoine au profit du prince Victor Napoléon, un de ses quatre héritiers dont la fille aînée du prince, Marie-Clotilde — comtesse de Witt en 1938, elle s'installa à La Pommerie de 1949 jusqu'à sa mort en 1996 — le duc d'Albe, neveu d'Eugénie, dans le palais madrilène duquel elle mourut en 1920, et la duchesse de Tamamès.
Fernand Calmettes indique qu'à la création du Second Empire « les collections du Mobilier furent rattachées à la liste civile, et de ce fait résulta la fiction selon laquelle elles appartenaient à l'empereur, ce qui, lors de la liquidation de la Liste civile, permit à l'ex-impératrice de revendiquer - et d'obtenir moyennant une indemnité de cent francs pièce - sept tapisseries de la série de Don Quichotte à fond jaune qui décoraient sa villa de Biarritz » (l'Histoire de Don Quichotte, tenture des Gobelins en cinq pièces fut commandée par le duc Louis d'Orléans pour le comte d'Argenson, surintendant de sa Maison de 1726 à 1740, pour laquelle Antoine Coypel donna de 1716 à 1751 vingt-huit tableaux ; neuf « suites » tissées de 1730 à 1794, sont répertoriées).
Lors de la chute du régime en septembre 1870, le patrimoine de l'ex-couple impérial fut placé sous séquestre, et la liquidation de sa liste civile devint l'objet d'un litige avec l'État français qui ne fut réglé qu'en 1924.
En 1873, lors de la suppression du « musée des Souverains », des objets donnés par Napoléon III furent revendiqués par sa famille et à la suite d'une restitution ultérieure à sa veuve, un grand nombre en fut expédié en Grande-Bretagne. 
En 1881, certains tableaux et sculptures furent mis en vente publique à l'Hôtel Drouot à Paris, où des œuvres furent rachetées par Firmin Rainbeaux, ancien écuyer de l'Empereur.
Dans les années 1890, le prince Victor avait chargé le comte Fleury et le marquis de Girardin, membres de son service d'honneur, de repérer et d'acquérir pour lui sur le marché de l'art parisien — ainsi Élie Fabius leur vendit en juillet 1897 une selle et ses accessoires ayant appartenu à Napoléon III — des objets et souvenirs de l'époque impériale, recherchés entre autres amateurs et historiens du Premier Empire, par Paul Marmottan et Frédéric Masson, ami du prince. 
Quant à son frère cadet Louis, officier dans l'armée russe, non concerné par la loi d'exil de 1886, libre de séjourner en France, il put se livrer à cette quête sans intermédiaire  .
Un engouement pour l'Empire apparut à la charnière des XIXe et XXe siècles. À cette époque, Edmond Rostand, l'auteur de L'Aiglon, fit réaliser une bibliothèque de style Empire dans une pièce de sa villa basque d'Arnaga à Cambo-les-Bains dans les Basses-Pyrénées, édifiée par Tournaire de 1903 à 1906, qui témoigne de ce goût et de cet intérêt pour l'épopée impériale. Dans les années 1920, c'est le baron et la baronne Napoléon Gourgaud — autres clients d'Élie Fabius — qui créèrent en Charente-Inférieure leur musée Napoléon de l'île d'Aix.
En 1921 et 1922 à Londres, deux ventes de tableaux anciens et modernes provenant de la collection de l'ex-impératrice furent organisées par la maison Christie's.
En 1926, le prince Victor mourut, laissant des enfants mineurs ; cette situation successorale alliée à des problèmes juridiques liés au statut de majorat (supprimé en 1848) empêcha sa veuve de conserver la demeure de Farnborough Hill, et son contenu qui fit l'objet de deux ventes aux enchères publiques sur place en juillet 1927. Ces vacations permirent — après que leur collègue Joseph Duveen eut « prélevé » à son profit (pour un prix resté secret) deux célébrissimes marbres de Carpeaux —, par l'action de marchands d'art comme Élie Fabius et d'amateurs (dont la baronne Alexandry d'Orengiani pour L'Impératrice Eugénie entourée de ses dames d'honneur (1855) de Winterhalter), à certains objets et souvenirs d'entrer plus tard dans le patrimoine national français, comme Le prince impérial et son chien Néro (musée d'Orsay).

### Portraits de famille
Beaucoup de portraits sont exposés : Napoléon Ier, Joséphine, Marie-Louise, le roi de Rome, Napoléon III, le roi Jérôme et son épouse la princesse Catherine de Wurtemberg, le prince impérial, le prince Victor Napoléon, mais aussi la famille royale de Belgique dont le comte de Witt fait partie ; on y trouve la photo du roi Baudouin de Belgique adressée par la reine Fabiola en 1993 après le décès du roi, avec un mot où elle évoque « le don de l'amour ». 

### Objets du culte impérial
En dehors des très nombreux objets personnels de Napoléon Ier et de sa famille, le musée expose aussi nombre de ces objets créés pour la propagande de l'Empereur ; mais on ne saurait oublier que beaucoup de gens du peuple ont créé de leurs mains ces objets de culte et que leur vénération pour l'Empereur n'était pas le seul résultat d'une habile propagande ; il faut tenir compte aussi du fait que ce culte s'est poursuivi bien après la mort de l'Empereur, notamment, sous la Restauration, parce qu'il incarnait le souvenir des jours de liberté et de gloire, alors que les Bourbons se comportaient comme si la Révolution n'avait pas eu lieu.

### Anecdote
Quand l'archiduc Rodolphe de Habsbourg, fils de François-Joseph Ier d'Autriche (1830-1916) et prince-héritier du trône d'Autriche-Hongrie, se fut brûlé la cervelle en compagnie de sa maîtresse Marie Vetsera (1871-1889), son épouse, la princesse Stéphanie de Belgique (1864-1945), apprit simultanément son infortune et son veuvage. Sa sœur, la princesse Clémentine de Belgique (1872-1955), qui était très attachée à sa sœur Stéphanie mais aussi à son beau-frère Rodolphe d'Autriche, demanda à Stéphanie de lui envoyer un objet en souvenir de Rodolphe. Sans penser au double sens que pouvait avoir cet objet, Stéphanie lui envoya une poire à poudre en ivoire sculpté qui portait sur une face un portrait en pied de François-Joseph et de Rodolphe, et sur l'envers, le chiffre de Rodolphe. Cet objet est exposé à la Pommerie.